# Robinson R22
Robinson R22 – lekki amerykański dwumiejscowy śmigłowiec cywilny, zaprojektowany w 1973 roku przez Franka D. Robinsona. Certyfikację Federalnej Administracji Lotnictwa R22 uzyskał w marcu 1979 roku, po czym rozpoczęła się jego produkcja przez Robinson Helicopter Company.